# Régis Lejonc
Régis Lejonc, né le 25 avril 1967, est un artiste français, peintre, illustrateur, graphiste et auteur de littérature jeunesse.

## Biographie
Régis Lejonc vit et travaille à Bordeaux. Après un Bac ES, il intègre Sciences Po, et au bout d'une année, intègre des études de gestion. Il peint en autodidacte et fait plusieurs expositions, travaille pour la publicité et l'illustration de presse, au début des années 1990. Il commence ses travaux d'illustration pour des livres jeunesse, au milieu des années 1990, à l'époque où il devient père, aux éditions du Rouergue  après sa rencontre avec Olivier Douzou,,, alors directeur de collection à ces éditions. Le premier ouvrage qu'il illustre est publié en 1995, Tour de manège, et le deuxième l'année suivante, Icare, tous deux écrits par Olivier Douzou. Régis Lejonc déclare vingt ans plus tard, en 2015 : « La rencontre avec Olivier Douzou a été déterminante. J’ai découvert mon métier avec ces deux livres ».
Il a illustré plusieurs dizaines d'ouvrages, sur des textes de Rascal, Guillaume Guéraud, Franck Prévot, Olivier Ka ou Marcus Malte.
Il écrit également ses propres textes, qu'il illustre : Les deux géants en 2001,  Ma voisine est amoureuse en 2003, ou Quelles couleurs !  en 2009, ouvrage pour lequel il indique : « Le temps réel de réalisation du livre a représenté environ 3 mois de travail acharné, mais tout le temps en amont, y compris celui passé à faire d’autres livres ou d’autres travaux d’illustration m’a énormément servi à faire mûrir ce livre qui ne quittait jamais mon esprit. »
Il est publié par de nombreux éditeurs jeunesse réputés, dont les éditions du Rouergue, les éditions Thierry Magnier, Rue du Monde ou Didier jeunesse.
Il déclare en 2010 : « Toutes les narrations m’intéressent, que ce soit l’écrit, l’illustration ou la bande dessinée. » Il est également scénariste et dessinateur de bandes dessinées. En 2001, aux éditions Delcourt, est publiée l'album Kid Korrigan, sur un scénario de Éric Corbeyran. Il indique : « La bande dessinée est une forme narrative qui découpe le temps du récit. Contrairement à l’illustration qui fige un instant de l’histoire. La BD permet l’étirement du temps ou bien sa précipitation en fonction de ce qu’on raconte. »
Parallèlement, il travaille comme graphiste en agence de communication, et pour la publicité.
Il devient directeur de collections aux éditions du Rouergue, en 2002, pour la collection « Zig Zag »,, et aux éditions l’Édune, pour la collection «  L'ABéCéDaire »,,, et pour la collection « Empreinte »,,. Il déclare : « Inventer et diriger une collection de livres correspond davantage à mon regard de lecteur en partageant avec d’autres une expérience éditoriale commune et individuelle à la fois. »
Il partage un atelier à Bordeaux avec les auteurs et / ou illustrateurs Henri Meunier, Alfred, Olivier Latyk et Richard Guérineau, et a publié des collaborations avec les deux premiers.
Régis Lejonc a été récompensé de plusieurs prix, dont le Prix Baobab en 2002, et le Grand Prix de l'illustration en 2010. Pour ce Grand Prix, il indique : « Pour moi plus qu’une récompense, je vois ce prix comme une sorte de preuve d’estime, d’encouragement à persévérer encore, une très belle reconnaissance de mon travail d’illustrateur de la part de spécialistes. »
En 2015, aux éditions Thierry Magnier, est publiée la première bande dessinée écrite par Thomas Scotto, qu'il a dessinée,  Kodhja,. Thomas Scotto avait écrit le texte il y a plus de 10 ans, et il avait alors été refusé par l'éditeur,. L'album est né d'un travail de quatre années entre les deux auteurs. L'ouvrage est « coup de cœur » 2016 du Centre national de la littérature pour la jeunesse (BnF), pour qui il est «  Une déambulation qui se révèle être un magnifique adieu à l'enfance », et sélectionné par le site de référence jeunesse Ricochet, site de l'Institut suisse Jeunesse et Médias.
En 2018, pour son travail d'illustration, il est par deux fois lauréat du Prix Sorcières, dans deux catégories différentes, avec les ouvrages Le jardin du dedans-dehors, sur un texte de Chiara Mezzalama, et  Cœur de bois, sur un texte de Henri Meunier. 
Cet album Cœur de bois est la cinquième collaboration avec Henri Meunier. Pour Régis Lejonc : « Le sujet profond de ce livre est celui de la résilience : comment se construit-on après avoir subi des atrocités. Il ne s'agit surtout pas de pardon, et évidemment pas d'oubli. » L'ouvrage est également « coup de cœur » 2017 du Centre national de la littérature pour la jeunesse (BnF), qui écrit dans son avis critique : « Dans un langage subtil à décoder, justement parce qu'ils se jouent des codes, les auteurs nous entraînent sur les terres de l'intime. L'illustration est puissante, sombre ». Selon l'avis critique du site de référence Ricochet, « Malgré les maltraitances subies, [l'héroïne] a réussi à pardonner l'impardonnable et à construire sa vie. Un magnifique récit, à l'écriture soignée et aux illustrations hyperréalistes, sur la résilience, l'amour et le pardon. » En 2022, ils signent Le berger et l'assassin, qui se déroule dans les montagnes, en Haute-Savoie. Pour  La Revue des livres pour enfants : « Dans la lignée des grands récits alpins, le duo d'auteurs imagine une histoire qui n'aurait pas pu naître ailleurs. [...] Le romanesque explose à chaque page de ce texte à l'âpreté philosophique, construit autour d'une situation historique faisant inévitablement écho à l'actualité. La montagne y apparaît alors comme lieu de passage et de rencontre, comme frontière métaphysique à franchir, révélant in fine la profonde humanité qui relie en un même souffle les assassins et les bergers. »
En 2020, il est à nouveau récompensé par le Prix Sorcières dans la Catégorie Carrément Sorcières non-fiction, pour l'ouvrage documentaire Dans tous les sens, écrit par Philippe Nessmann, et qu'il a illustré, avec Célestin.
Après avoir illustré en 2018 l'album  Le jardin du dedans-dehors, sur un texte de Chiara Mezzalama, ils collaborent à nouveau ensemble en 2022 pour l'ouvrage La robe de soie , qui, selon   La Revue des livres pour enfants est : « toujours inspiré des souvenirs de famille de l'autrice. [...] Bien écrit, émouvant, fort et âpre, le récit évoque les désastres de la guerre, ceux qui partent et ceux qui restent [...] Entre album et BD, le trait délicat et élégant de l'illustrateur épouse, sans surcharge ni redondance, les méandres de cette histoire complexe, dont toutes les clés ne sont pas données. »

## Œuvres

### Années 1990 et 2000
- Tour de manège, texte d'Olivier Douzou, illustrations de Régis Lejonc, éditions du Rouergue, 1995 Prix Millepage 1995
- Icare,  texte d'Olivier Douzou, illustrations de Régis Lejonc, éditions du Rouergue, 1996
- Ange, texte de Annie Agopian, ill., Régis Lejonc, Rouergue, 1998
- Paroles de taulards, scénarios de Éric Corbeyran, dessins de Étienne Davodeau, Régis Lejonc, Jean-Michel Lemaire et al., Delcourt, 1999 Prix Tournesol 2000
- Kid Korrigan, scénario de Éric Corbeyran, dessins de Régis Lejonc, Delcourt, 2001
- Le fabuleux fablier, fables réunies par Jean-Marie Henry, ill. de Régis Lejonc, Rue du monde, 2001
- Signes d'émotions, Bénédicte Gourdon, Roger Rodriguez, ill. Régis Lejonc, Thierry Magnier, 2001
- Les deux géants, Rouergue, 2001
- Au bout du compte, coréalisé avec Martin Jarrie, éditions du Rouergue, 2002 Prix Baobab 2002
- Marabout d’ficelle, texte de Sébastien Joanniez, ill. Régis Lejonc, éditions du Rouergue, 2002 Prix Tam-Tam 2002
- Kontrol 42, texte de Régis Lejonc, illustrations de Thierry Murat, éd. du Rouergue, 2002
- Top model, coréalisé avec Monsieur Z., éd. du Rouergue, 2002
- Je suis là, René Gouichoux, Régis Lejonc, Casterman, 2002
- Hélena, Ivan et les oies, texte de Muriel Bloch, ill. Régis Lejonc, éd. Didier jeunesse, 2002 « Bibliothèque idéale » du Centre national de la littérature pour la jeunesse (BnF)[25]
- L’arbre qui pense, texte de Raymond Queneau, ill. Régis Lejonc, éd. Rue du Monde, 2002 « Bibliothèque idéale » du Centre national de la littérature pour la jeunesse (BnF)[25]
- Le cri, Henri Meunier, Régis Lejonc, Rouergue, 2003
- Ma voisine est amoureuse, éditions Thierry Magnier, 2003
- La môme aux oiseaux, texte de Henri Meunier, ill. Régis Lejonc, Rouergue, 2003 Prix Octogone 2003
- Dans la tête, coréalisé avec Séverine Assous, éd. du Rouergue, 2003
- Paroles de parloirs, collectif scénarisé par Éric Corbeyran, éd. Delcourt, 2003
- L'oiseau de vérité : un conte musical, texte de Jean-Jacques Fdida, ill. Régis Lejonc, mis en musique par Jean-Marie Machado, Didier Jeunesse, 2004 - album accompagné d'un CD Prix de l'Académie Charles-Cros 2004
- Fait pour ça !, coréalisé avec David Merveille, éd. du Rouergue, 2004
- La mer et lui, Henri Meunier et Régis Lejonc, Rouergue, 2004 ; rééd. é. Notari, 2013
- La boîte à joujoux, texte de Rascal, ill. Régis Lejonc, musique de Claude Debussy, récitante Natalie Dessay, éd. Didier jeunesse, 2005 - album accompagné d'un CD
- Feu, texte de Rascal, ill. Régis Lejonc, éd. Pastel, 2005
- Hans le balourd, texte de Hans Christian Andersen et Alain Serres, ill. Régis Lejonc, éd. Rue du Monde, 2005
- Paroles de sourds, collectif de Bénédicte Gourdon et Éric Corbeyran, éd. Delcourt, 2005
- L'enfant qui est né deux fois, Gérard Moncomble, Régis Lejonc, Milan, 2005
- Magie magie !, Alfred, Régis Lejonc, Thierry Magnier, 2005
- L'oiseau et la bille, texte de Jean-Daniel Lainé, illustrations de Régis Lejonc, éd. L'édune, 2006
- Le jour où le tigre a eu des rayures, texte de Albena Ivanovitch-Lair, ill. Régis Lejonc, éd. Père Castor, 2006
- Va savoir comment, texte de Guillaume Guéraud, ill.  Régis Lejonc, Sarbacane, 2006
- Le phare des sirènes, texte de Rascal, illustrations Régis Lejonc, Didier jeunesse, 2007 Prix Chrétien de Troyes 2008
- Les p’tits cailloux, texte de Franck Prévot, ill. Régis Lejonc, éd. Grandir, 2007
- L’oiseau et la bille, texte de Jean-Daniel Lainé, ill. Régis Lejonc, éd. L’Édune, 2007
- Le sultan au tapis d'or, d'argent et de soie, texte d'Agnès Martin, illustré par Régis Lejonc, Père Castor Flammarion, 2007
- U comme 1, V comme 20, Collection «  L'ABéCéDaire », Éd. l'Édune, 2008
- Les pensées sont des fleurs comme les autres, texte de Franck Prévot, ill. Régis Lejonc, éd. L’édune, 2008
- Elvis, texte de Régis Lejonc, d'après une idée de Christophe Alline, illustrations de Christophe Alline, Didier Jeunesse, 2008
- Même pas peur, éd. La maison est en carton, 2009
- Quelles couleurs ![6], éditions Thierry Magnier, 2009 Grand Prix de l'illustration 2010
- Les Indiens, texte de Franck Prévot, dessins de Régis Lejonc, Éd. l'Édune, 2009
- série Bonzome, scénario de Jeanléon, illustration et conception graphique de Régis Lejonc, Ankama jeunesse, 2009

1. Les goûts et les couleurs
2. L'oeuf mystérieux
3. Les enfants de la balle

- Un an, un jour, histoire Régis Lejonc, images Carole Chaix, photographies Aimery Chemin, L'Atelier du poisson soluble, 2009

### Années 2010

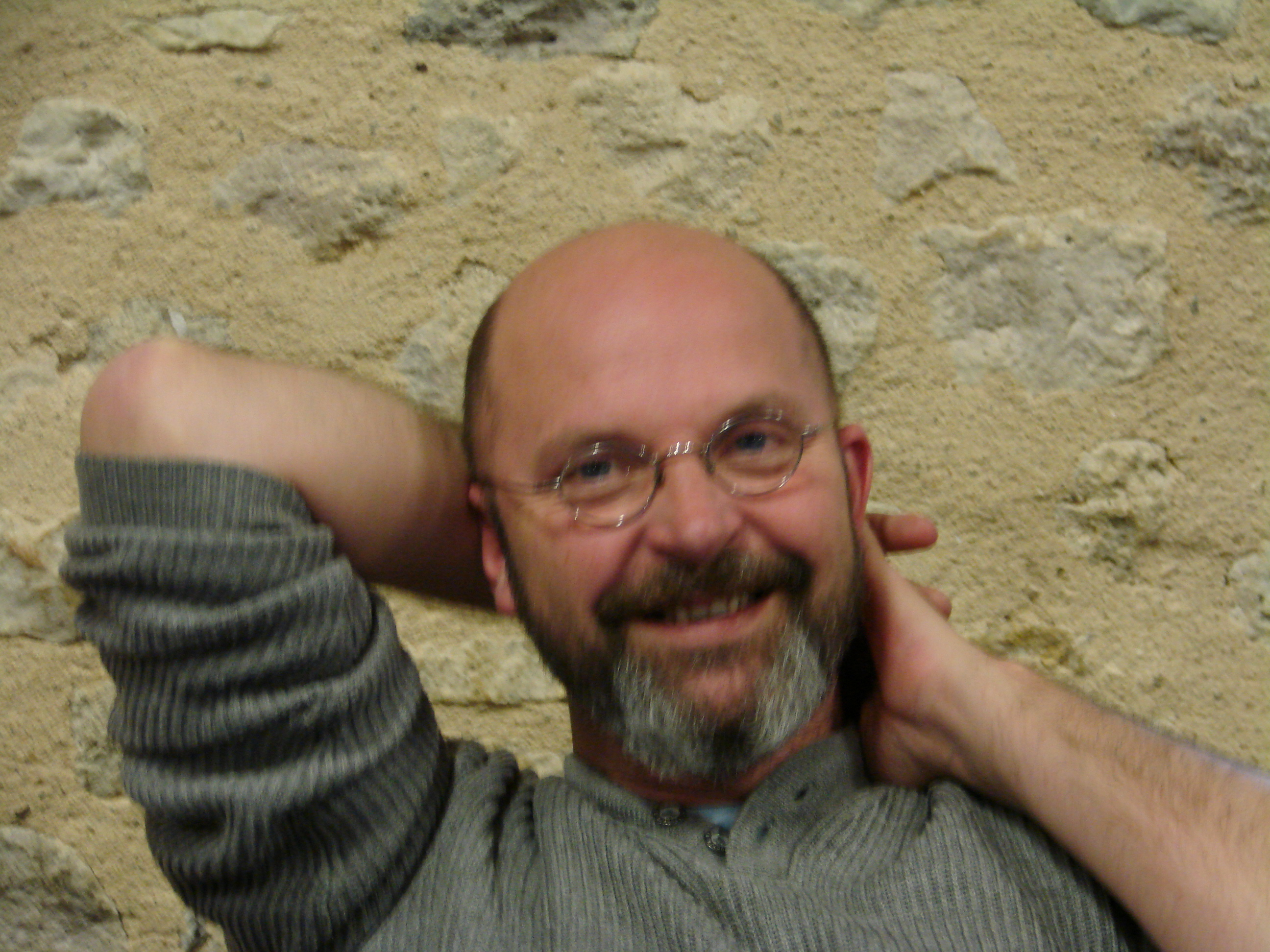
Régis Lejonc en 2012.

- L'arbre et l'enfant, texte de Jean-Luc Coudray, illustrations de Régis Lejonc, éd. L'édune, 2010
- Le golem, texte d’Anne Jonas, ill. Régis Lejonc, éd. Nathan, 2010
- Le Petit Chaperon rouge ou La petite fille aux habits de fer-blanc : un conte, écrit par Jean-Jacques Fdida, illustré par Régis Lejonc, préface de Bernadette Bricout, graphisme de Célestin, Didier jeunesse, 2010
- La carotte aux étoiles, scénario de Régis Lejonc, dessin de Riff Reb's ; d'après une histoire originale de Thierry Murat, Éditions de la Gouttière, 2010
- Obstinément chocolat, texte d’Olivier Ka, ill. Régis Lejonc, éd. L’édune, Rêve et ris, 2011
- Le dragon d'étoiles : un conte tsigane, écrit par Jean-Jacques Fdida, illustré par Régis Lejonc, Dider jeunesse, 2011
- Le grillon plus fort que lion, Albéna Ivanovitch-Lair, illustrations Régis Lejonc, Flammarion, 2011
- La rue qui ne se traverse pas, Henri Meunier, Régis Lejonc, Notari, 2011
- Thélonius et Lola : théâtre, Serge Kribus, illustrations de Régis Lejonc, Actes sud papiers, 2011
- Le lac des cygnes de Piotr Tchaïkovski, comp. [adapté par] Élodie Fondacci, ill. de Régis Lejonc, raconté par Élodie Fondacci, Gautier-Languereau, 2012 - album accompagné d'un CD
- L'arbre de paix, texte de Anne Jonas, ill. Régis Lejonc, Père Castor-Flammarion, 2013
- Le bestiaire fabuleux, Maxime Derouen, Régis Lejonc, Gautier-Languereau, 2013
- Hansel et Gretel, J. et W. Grimm, illustrations de Régis Lejonc , Gautier-Languereau, 2013
- Pochoirs Kawaï : l'atelier Gautier-Languereau,  Régis Lejonc, Gautier-Languereau, 2013
- Loup ?, textes et illustrations collectifs, éd. Mange-Livres, 2013
- La promesse de l’ogre, texte de Rascal, ill. Régis Lejonc, éd. L’école des Loisirs, 2015
- Lumières : l'"Encyclopédie" revisitée, 1713-2013[26], textes de Franck Prévot, illustrations de onze illustrateurs dont Martin Jarrie, Régis Lejonc, Charles Dutertre, Éd. l'Édune, 2013 - Publié pour le tricentenaire de la naissance de Denis Diderot -  Fait l'objet d'une exposition au même nom.
- Kodhja[13],[15],[16],[17], scénario de Thomas Scotto, dessins de Régis Lejonc, éd. Thierry Magnier, 2015
- Peter Pan de James Matthew Barrie, illustré par Régis Lejonc, traduit de l'anglais par Michel Laporte, Gautier-Languereau, 2015
- La poupée de Ting-Ting, texte de Ghislaine Roman, illustrations de Régis Lejonc, Seuil jeunesse, 2015
- L’ogre Babborco et autres contes, texte de Muriel Bloch, ill. Régis Lejonc, éd. Seuil Jeunesse, 2015
- Bagdan et la louve aux yeux d'or, Ghislaine Roman, Régis Lejonc, Seuil jeunesse, 2016
- Le lac des Cygnes, Piotr Tchaïkovski, Elodie Fondacci, ill. Régis Lejonc, Gautier-Languereau, 2016 - album accompagné d'un CD
- Qu’ils y restent, texte de Régis Lejonc, avec Pascal Mériaux, illustrations de Riff Reb's, Les éditions de la Gouttière, 2016
- Cœur de bois[19],[20],[21], texte de Henri Meunier, illustrations Régis Lejonc, Notari, 2016 Prix Sorcières 2018[18], catégorie Carrément Sorcières - Fiction
- Le jardin du dedans-dehors, texte de Chiara Mezzalama , illustrations Régis Lejonc, Les Éditions des Éléphants, 2017 Prix Sorcières 2018[18], catégorie Carrément Beau - Maxi ; Prix Saint-Exupéry 2018[27]
- Tu seras ma princesse[28], texte de Marcus Malte, ill. Régis Lejonc, Sarbacane, 2017
- Un homme chez les microbes : scherzo, Maurice Renard, illustrations de Régis Lejonc, préface de Christophe Claro, l'Arbre vengeur, 2017
- Oddvin, le prince qui vivait dans deux mondes, texte Franck Prévot, illustrations Régis Lejonc, HongFei Cultures, 2018
- Magisk magi !, Alfred, ill. Régis Lejonc, Éditions de la Gouttière, 2018
- Les larmes des avalombres, Alexandre Chardin, illustrations de Régis Lejonc, Magnard jeunesse, 2018
- Orphée au enfers, Clémentine Beauvais, illustrations de Régis Lejonc, Nathan, 2019
- Moins bête, texte de Sébastien Joanniez, illustrations de Régis Lejonc, Pastel, 2019
- Dans tous les sens, Philippe Nessmann, Régis Lejonc, Célestin, Seuil jeunesse, 2019 Prix Sorcières 2020[23]

### Années 2020
- Tout ou presque sur les bisous volants, texte Annie Agopian, illustrations Régis Lejonc, musiques Bertrand Bonnefon, Thierry Cestac, Stéphane Erny ; Annie Agopian, voix, éd. Benjamins media, 2020 - livre-CD
- Je n'ai jamais dit, texte Didier Jean et Zad, illustrations Régis Lejonc, Utopique, 2020
- Fechamos, texte Gilles Baum, ill. Régis Lejonc, Éditions des Éléphants, 2020
- Comme à la maison : journal graphique d'un illustrateur confiné, Régis Lejonc, éd. Régis Lejonc, 2020
- Orphée à la recherche d'Eurydice, texte de Clémentine Beauvais, illustrations de Régis Lejonc, Nathan, 2021
- Fortune cookie : un spectacle déambulatoire, textes de Didier Delahais, Aurore Jacob et Gwendoline Soublin, illustrations de Alfred et Régis Lejonc, directrice artistique de Monique Garcia, les Éditions Moires, 2021
- Les deux géants, Martin Jarrie et Régis Lejonc, éditions HongFei, 2021
- Direction Étoile, Francis de Miomandre, préface de Bernard Quiriny, illustrations de Régis Lejonc, l'Arbre vengeur, 2021
- Ça ne tourne pas rond, texte et ill. Régis Lejonc, Nathan, 2021
- Coassine[29], Muriel Bloch et Régis Lejonc, Magnard jeunesse, 2022
- Pitsi-Mitsi : du temps où les animaux parlaient[30], texte de Marie-Aude Murail illustré par Régis Lejonc, l'École des loisirs, 2022
- La robe de soie[24], Chiara Mezzalama et Régis Lejonc, les Éditions des Éléphants, 2022
- Le berger et l'assassin[22], Henri Meunier et Régis Lejonc, Little urban, 2022
- Miss Mousse, texte de Marie Nimier, illustrations de Régis Lejonc ; Elise Caron, comp. ; Elise Caron, chant ; bruitages de Sophie Bizzants, éd. Benjamins Media, 2023 - livre-CD
- Les neuf vies extraordinaires de la princesse Gaya, textes de Annie Agopian, Fred Bernard, Anne Cortey et al., illustrations de Régis Lejonc, Little urban, 2023
- Celle qui reste, texte de Rachel Corenblit , illustrations de Régis Lejonc, Nathan, collection « Court toujours », 2024

## Directeur de collection

### Auxéditions du Rouergue
- Collection « Zig Zag »[2],[7], depuis 2002

### Aux éditions l’Édune
- Collection « Empreinte »[11],[12],[6], en 2009 et 2010
- Collection «  L'ABéCéDaire »[9],[10], une collection de 20 imagiers[31],[6], conçue et dirigée par Régis Lejonc, en 2007

Un ouvrage pour chaque lettre de l'alphabet, ou parfois deux, illustré chacun par un illustrateur, dont Rascal, Alfred, Martin Jarrie, Marc Boutavant, Frédérique Bertrand ou Olivier Tallec. Régis Lejonc a réalisé  U comme 1, V comme 20.

## Quelques expositions
- 2013 : « Lumières : l'"Encyclopédie" revisitée, 1713-2013 », d'après l'ouvrage éponyme, textes de Franck Prévot, illustrations de onze illustrateurs dont Martin Jarrie, Régis Lejonc, Charles Dutertre, Éd. l'Édune, 2013 (Publié pour le tricentenaire de la naissance de Denis Diderot), Galerie Michel Lagarde.
- 2015 : Exposition personnelle pour les 20 ans de ses travaux d'illustration[5], Escale du livre, Bordeaux

## Prix et distinctions
- 1995 : Prix Millepage[8],[2] pour Tour de manège, texte de Olivier Douzou, qu'il a illustré
- 2000 : Prix Tournesol pour Paroles de taulards, scénarios de Éric Corbeyran, plusieurs dessinateurs
- 2002 : Prix Baobab[2] (meilleur album du Salon du livre et de la presse jeunesse de Montreuil (Seine-Saint-Denis)) pour Au bout du compte, coréalisé avec Martin Jarrie
- 2002 : Prix Tam-Tam[7],[32] pour Marabout d’ficelle, texte de Sébastien Joanniez, qu'il a illustré
- 2003 : Prix Octogone[8],[7] pour La môme aux oiseaux, texte de Henri Meunier, qu'il a illustré
- 2004 : Prix de l'Académie Charles-Cros[7] pour L'oiseau de vérité : un conte musical, texte de Jean-Jacques Fdida, mis en musique par Jean-Marie Machado, qu'il a illustré
- 2007 :  Sélection Deutscher Jugendliteraturpreis[33] , catégorie Livre pour enfant, pour Marabout d’ficelle, texte de Sébastien Joanniez, qu'il a illustré
- 2008 : Prix Chrétien de Troyes[34] pour Le phare des sirènes, texte de Rascal, qu'il a illustré
- 2010 : Grand Prix de l'illustration[6] pour Quelles couleurs !
- 2018 : Prix Saint-Exupéry[27] pour Le jardin du dedans-dehors, texte de Chiara Mezzalama, qu'il a illustré
- 2018 : Prix Sorcières[18] catégorie Carrément Beau - Maxi pour Le jardin du dedans-dehors, texte de Chiara Mezzalama, qu'il a illustré
- 2018 : Prix Sorcières[18] catégorie Carrément Sorcières - Fiction, pour Cœur de bois, texte de Henri Meunier, qu'il a illustré
- 2020 : Prix Sorcières[23] catégorie Carrément Sorcières - Non Fiction, pour Dans tous les sens, texte de Philippe Nessmann, qu'il a illustré, avec Célestin
- 2021 :  Mention Prix Libbylit[35] délivré par l' IBBY, catégorie Album, pour Fechamos, avec Gilles Baum
- 2022 :  "Mention" Prix BolognaRagazzi, catégorie Fiction[36], Foire du livre de jeunesse de Bologne  pour Fechamos

Neuf de ses ouvrages illustrés font partie de la « Bibliothèque idéale » du Centre national de la littérature pour la jeunesse (BnF) dont L'arbre qui pense, sur un texte de Raymond Queneau (2002) et Hélena, Ivan et les oies, sur un texte de Muriel Bloch (2002).

## Adaptation de son œuvre
En spectacle
- La mélopée du phare : le conte du dernier gardien[37], d'après l'ouvrage Le phare des sirènes, texte de Rascal, illustrations Régis Lejonc, publié en 2007 ; conception Fabien Bondil ; adaptation Brice Berthoud ; musique Gabriel Fabing ; scénographie Brice Berthoud ; marionnettes Yseult Welschinger ; coproduction Compagnie la Valise, l'Illiade à Illkirch, l'Hectare de Vendôme... et al. ; avec Fabien Bondil ; création 2013